# Eduardo Wilde
Eduardo Faustino Wilde (Tupiza, 15 de junio de 1844 - Bruselas, 5 de septiembre de 1913) fue un médico, periodista, político, diplomático y escritor argentino nacido en Bolivia, uno de los exponentes de la llamada Generación del 80.

## Biografía

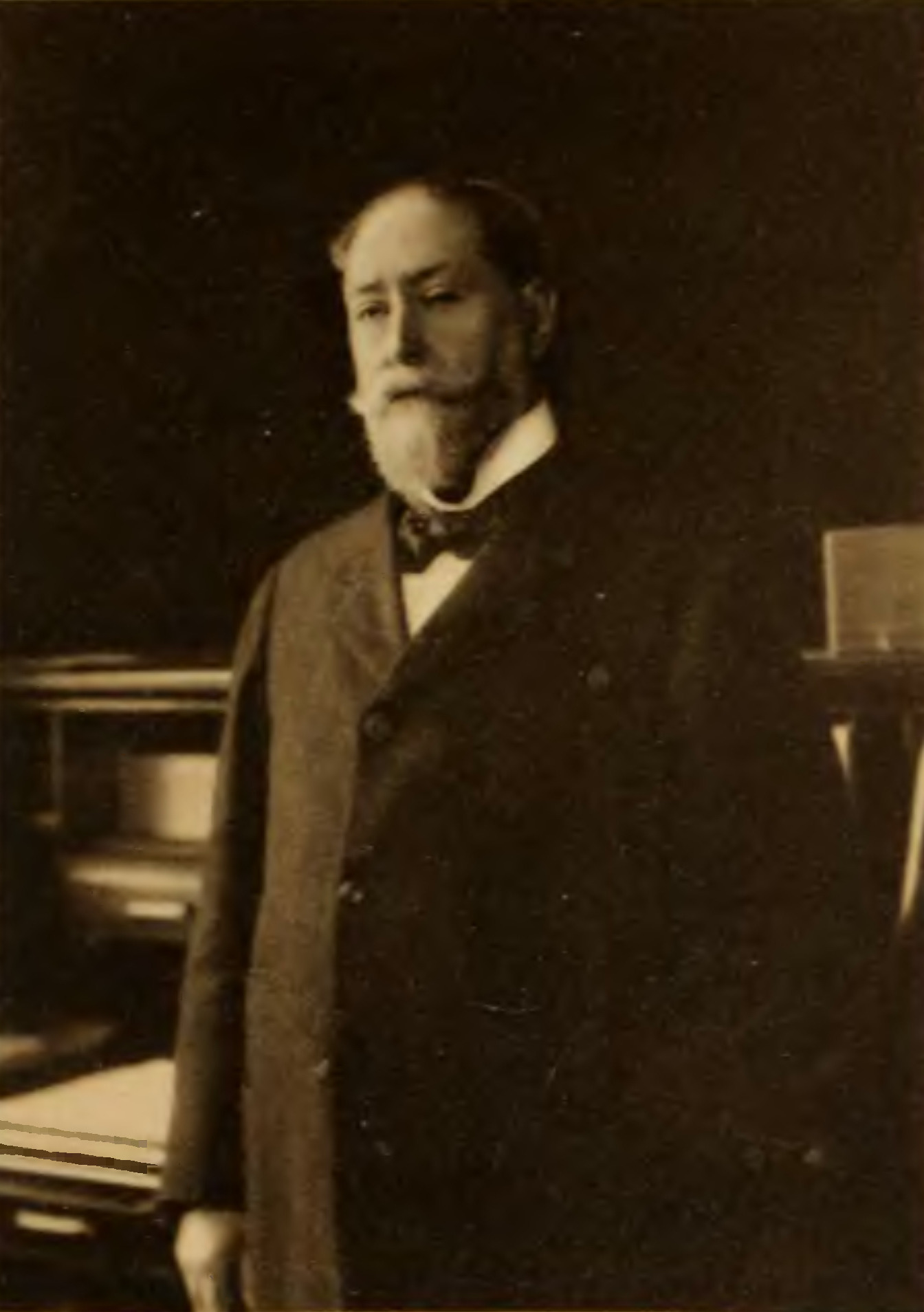
Último retrato de Eduardo Wilde.

Su abuelo, Santiago Spencer Wilde, fue un inmigrante inglés y su padre Diego William Wilde, un médico y militar argentino. Su tío, José Antonio Wilde también fue médico y escritor. Su madre una criolla, doña Visitación García, fue una distinguida dama de la provincia de Tucumán.
Realizó sus estudios secundarios en el Colegio Nacional de Concepción del Uruguay, fundado por Urquiza, donde conoció y se hizo amigo de Julio A. Roca, Olegario Andrade, Victorino de la Plaza y otros; este grupo conformó más tarde una parte esencial de la generación intelectual y literaria de 1880 y de la generación que dirigió la vida política y cultural de la Argentina hasta fin del siglo.
Se casó con Guillermina Oliveira Cézar, cuando ella tenía 15 años y él 40. Ella era la hermana de Ángela Oliveira Cézar, mujer única en su época por lograr emplazar el Cristo Redentor en medio de los Andes y del escritor y político Filiberto de Oliveira Cézar.
Los estudios universitarios, desde 1864, los cursó en la Universidad de Buenos Aires donde se recibió de médico en 1870, con una tesis premiada sobre El Hipo. Sin embargo, antes de recibirse interrumpió sus estudios para ayudar en la epidemia de cólera de 1867-1868 y para desempeñarse como cirujano del ejército en la Guerra del Paraguay.
En 1871 se destacó en la lucha contra la gran epidemia de fiebre amarilla declarada en Buenos Aires. Fue designado profesor en la UBA y Director del Departamento de Higiene y Obras de Salubridad de la Nación. Por esos años, publicó Lecciones de higiene y Lecciones de medicina legal y toxicología.
Afiliado al Partido Autonomista Nacional, fue elegido dos veces diputado provincial y otras dos diputado nacional. En 1882 el presidente Julio Argentino Roca lo designó Ministro de Justicia, Culto e Instrucción, y bajo su dirección se dictaron dos leyes decisivas de la organización institucional laica del país: ley de educación laica (inspirada en las recomendaciones de Domingo F. Sarmiento), y ley de matrimonio civil. Durante la presidencia de Miguel Juárez Celman, se desempeñó como Ministro del Interior, debiendo renunciar junto al presidente, por motivo de la Revolución del Parque en 1890.

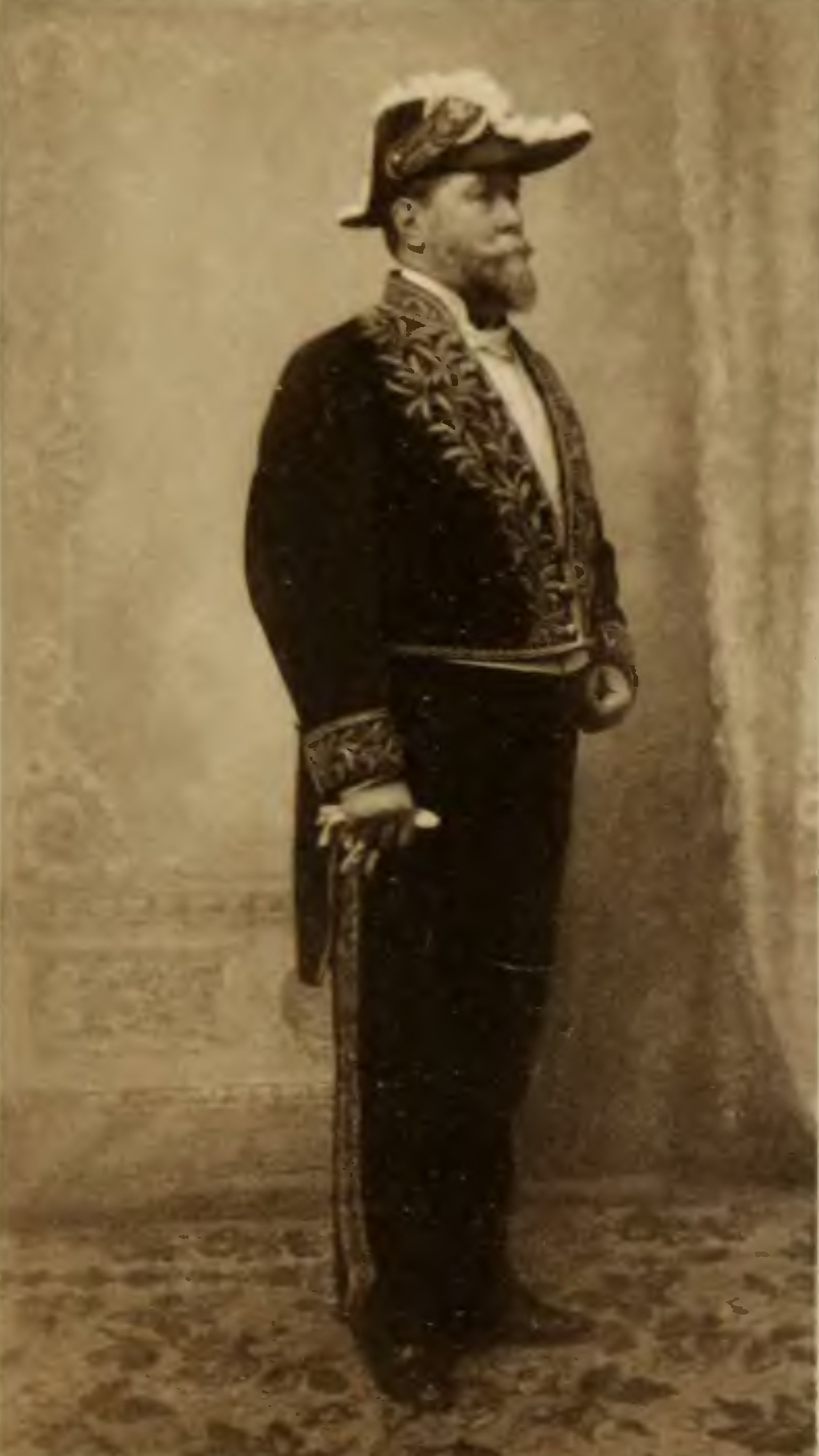
Eduardo Wilde, en Estados Unidos, 1900.

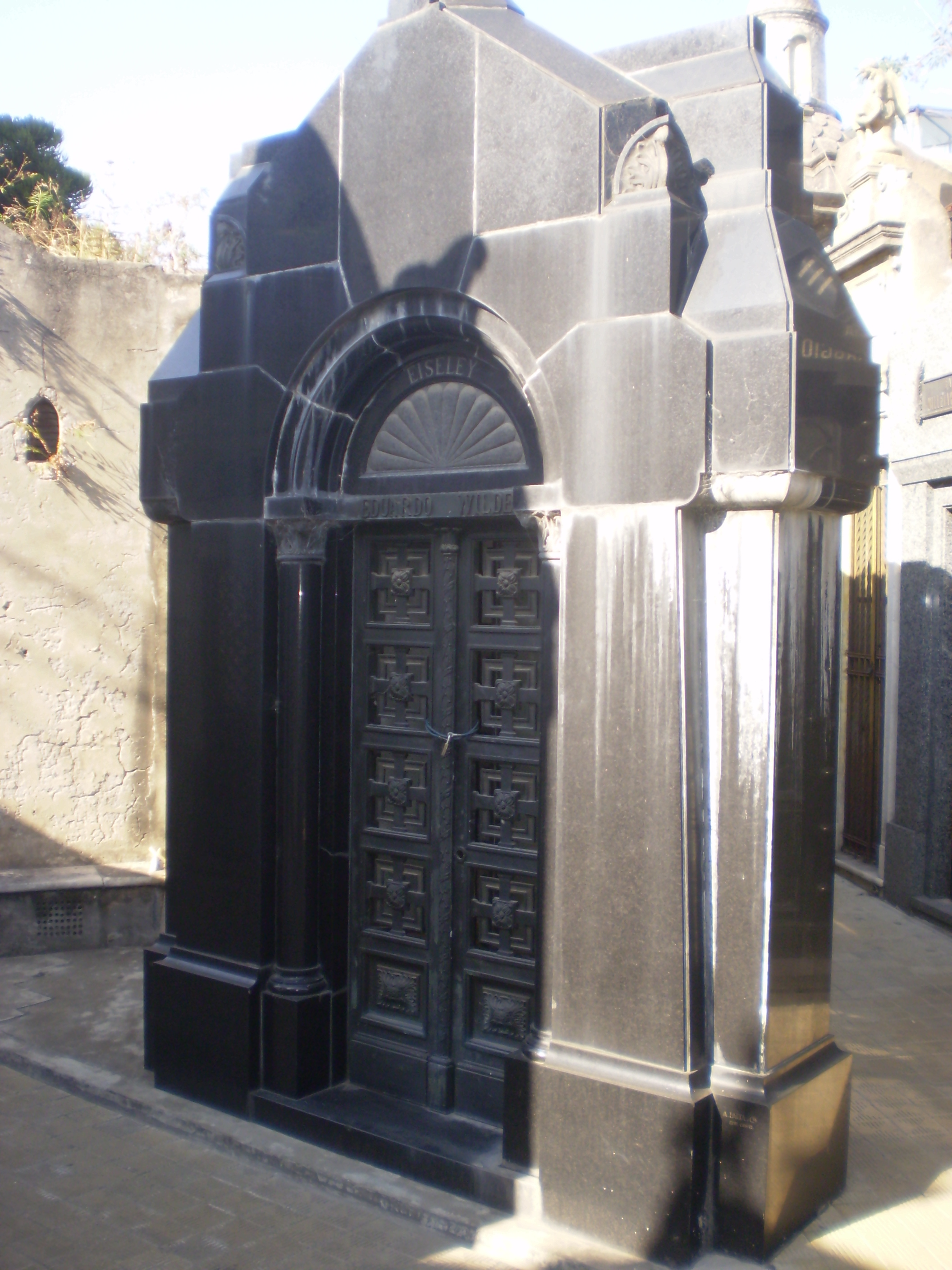
Su tumba en el cementerio de la Recoleta.

Luego de la caída del gobierno de Juárez Celman, el Dr. Wilde fue al exterior y pasó un tiempo viajando por Europa; publicó sus impresiones en Viajes y observaciones; fue presidente del Departamento Nacional de Higiene durante la segunda presidencia de Roca y, entre otras cosas, organizó una expedición médica dirigida por el Dr. Carlos Malbrán al Paraguay para ayudar a combatir la peste bubónica en Asunción.
Fue nombrado ministro plenipotenciario ante los Estados Unidos y al año siguiente fue enviado a España y luego a Bélgica; murió cuando ocupaba este último puesto en Bruselas. Sus restos descansan en el cementerio de la Recoleta.
El Hospital Municipal Dr. Eduardo Wilde, de la ciudad de Wilde (ubicada en el partido de Avellaneda, Provincia de Buenos Aires y denominada así, se cree, en honor a su tío José Antonio Wilde), lleva su nombre.
Desde la perspectiva argentina Eduardo Wilde es tupiceño ya que nació en el territorio entonces reivindicado con el nombre de Tupiza.

## Obras
- El Hipo
- Prometeo & Cía.
- Aguas Abajo
- La Lluvia
- Viajes y Observaciones, por Mares y por Tierras
- La primera noche de cementerio
- Los Descamisados
- La Nación y su Partido
- Tiempo perdido